# Mattias Mitku
Mattias Mitku (* 20. Juli 2001) ist ein schwedischer Fußballspieler, der aktuell beim Verein Sollentuna FK unter Vertrag steht.

## Karriere
Mitku begann seine fußballerische Ausbildung beim IFK Tumba, wo er von 2012 bis 2016 spielte. Ab der Saison 2017 spielte er in der Jugend von Djurgårdens IF. 2018/19 spielte er sieben Mal in der U19-Allsvenskan, wobei er vier Treffer erzielen konnte. Am 19. Oktober 2020 (24. Spieltag) wurde er gegen den Malmö FF kurz vor Abpfiff eingewechselt und debütierte somit in der Allsvenskan. In der gesamten Saison 2020 kam er noch zu zwei weiteren Kurzeinsätzen in der Liga.
Ende Juli 2021 wurde er bis zum Ende der Saison 2021 mit Zweitspielrecht an den IFK Haninge verliehen. Bei einer 1:2-Niederlage gegen IF Brommapojkarna wurde er in der 67. Minute eingewechselt und gab somit sein Debüt für Haninge. Nach neun Einsätzen kehrte er zurück und wurde anschließend für die Saison 2022 an den IF Karlstad Fotboll verliehen. Seit dem 1. Februar 2024 ist er bei Sollentuna FK unter Vertrag.